# Fuentelviejo
Fuentelviejo è un comune spagnolo di 70 abitanti situato nella comunità autonoma di Castiglia-La Mancia.